# Clear Path International
Международный Ясный Путь (англ. Clear Path International, CPI) является благотворительной некоммерческой организацией, базирующейся в США. Организация содействует гражданским жертвам войны в постконфликтных зонах в форме прямых медицинских и социальных услуг жертвам насилия и их семьям, а также занимается поставкой медицинского оборудования для больниц. Организация поддерживает проекты в Афганистане и Пакистане, Вьетнаме, Камбодже, Лаосе и на границе Бирмы и Таиланда.
В 2000 году организация начала работы по устранению неразорвавшихся боеприпасов и мин в провинции Куангчи, Вьетнам, а затем распространила эту деятельность на другие страны. В 2002 году направление работ было немного изменено на оказание помощи гражданским жертвам наземных мин и других боеприпасов. В том же году CPI начала поддерживать клиники на границе с Мьянмой, в которых работали представители этнических меньшинств, беженцы, спасавшиеся от деспотического режима в Мьянме.
Организация получила поддержку от многих фондов: Института «Открытое общество», Adopt-a-Minefield, The McKnight Foundation, The Freeman Foundation, The United States Department of State Office of Weapons Removal and Abatement, The Open Society Institute, Johnson & Widdifield Charitable Trust, Susila Dharma USA и т. д.
CPI по-прежнему сталкивается со многими трудностями. Одна из крупнейших проблем, стоящих перед организацией, заключается в том, что бедственное положение выживших жертв наземных мин часто остается в тени громких стихийных бедствий. Эти бедствия привлекают меньше внимания жертвователей, что означает меньше финансовой помощи для пострадавших. Так, CPI столкнулся с нехваткой средств после террористических атак на Нью-Йорк 11 сентября 2001 года. Глобальный финансовый кризис также затруднил сбор средств. Кроме того, есть региональные проблемы, с которыми сталкивается организация в пределах каждой отдельной страны, вызванные плохой погодой, плохими дорожными условиями и конфликтами с местными подрядчиками.